# 神奈川站

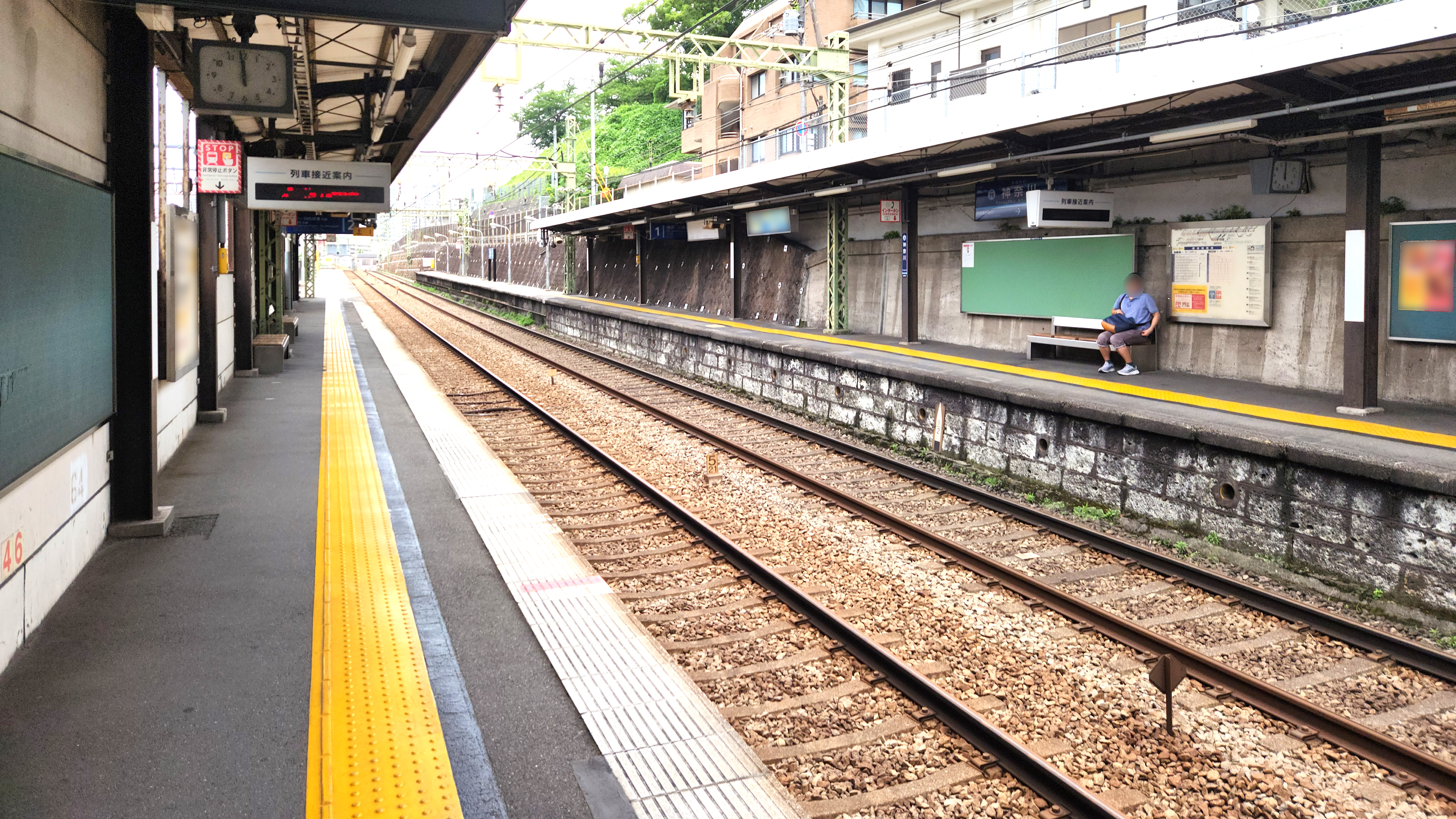
車站月台（2023年7月8日）

神奈川站（日语：／ Kanagawa eki */?）位於日本神奈川縣橫濱市神奈川區青木町，是京濱急行電鐵本線的一座鐵道車站。站名來自東海道的宿場：神奈川宿。車站編號是KK36。

## 年表
開業時，本站鄰接國有鐵道神奈川站，是京濱電氣鐵道的交通總站，但在路線延伸至橫濱站後讓出原有地位，逐漸轉為小型中間車站。
- 1905年（明治38年）12月24日 - 反町站（並非現時東急東橫線反町站）啟用。（舊）神奈川站也於同日開業。
- 1925年（大正14年）12月 - （舊）神奈川站改名為（舊）京濱神奈川站。
- 1929年（昭和4年）6月22日 - （舊）京濱神奈川站 - 橫濱（臨時）站通車。
- 1930年（昭和5年）
  - 3月28日 - 反町站廢止。
  - 3月29日 - 青木町站於現時車站位置開業。
  - 4月5日 - （舊）京濱神奈川站廢止。
  - 4月6日 - 青木町站改稱京濱神奈川站。
- 1956年（昭和31年）4月20日 -  京濱神奈川站改稱神奈川站。
- 1971年（昭和46年）11月15日 - 彎道改良、月台有效長度延伸工程完工。
- 1992年（平成4年）2月26日 - 站房改建工程完成。
- 1999年（平成11年）- 車站獲選關東車站百選。

## 車站構造
本站使用地面車站，而月台為側式月台。該站設置2條路軌。此段的JR東海道本線與京急本線在地塹中並行，站房直通地塹上的路橋青木橋。上下線月台與大廳皆狹窄。
開業時曾是橫濱側的總站，隨著京急本線延伸橫濱站，現在僅是普通電車停靠的小型車站。
付費區大廳與月台之間有輪椅專用的階梯升降機。階梯寬度與機器寬度相同，因此使用時樓梯會暫時關閉。

### 月台配置
| 月台 | 路線 | 方向 | 目的地                           |
| ---- | ---- | ---- | -------------------------------- |
| 1    | 本線 | 下行 | 橫濱、上大岡、浦賀、三浦海岸方向 |
| 2    | 本線 | 上行 | 京急川崎、品川、新橋、淺草方向   |

## 利用狀況
2016年度1日平均上下車人次為4,560人，京急線全部72個車站當中最少。同時，此站也位於橫濱站的徒步範圍內，進一步減少了使用量。
近年1日平均上下車人次與上車人次的推移如下表。
| 年度               | 1日平均 上下車人次 | 1日平均 上車人次 | 來源     |
| ------------------ | ------------------ | ---------------- | -------- |
| 1980年（昭和55年） |                    | 2,718            |          |
| 1981年（昭和56年） |                    | 2,726            |          |
| 1982年（昭和57年） |                    | 2,690            |          |
| 1983年（昭和58年） |                    | 2,634            |          |
| 1984年（昭和59年） |                    | 2,567            |          |
| 1985年（昭和60年） |                    | 2,463            |          |
| 1986年（昭和61年） |                    | 2,493            |          |
| 1987年（昭和62年） |                    | 2,432            |          |
| 1988年（昭和63年） |                    | 2,540            |          |
| 1989年（平成元年） |                    | 2,638            |          |
| 1990年（平成02年） |                    | 2,553            |          |
| 1991年（平成03年） |                    | 2,650            |          |
| 1992年（平成04年） |                    | 2,622            |          |
| 1993年（平成05年） |                    | 2,595            |          |
| 1994年（平成06年） |                    | 2,595            |          |
| 1995年（平成07年） |                    | 2,689            | [ * 1 ]  |
| 1996年（平成08年） |                    | 2,636            |          |
| 1997年（平成09年） |                    | 2,563            |          |
| 1998年（平成10年） |                    | 2,584            | [ * 2 ]  |
| 1999年（平成11年） |                    | 2,590            | [ * 3 ]  |
| 2000年（平成12年） | 5,450              | 2,786            | [ * 3 ]  |
| 2001年（平成13年） | 5,437              | 2,752            | [ * 4 ]  |
| 2002年（平成14年） | 5,513              | 2,789            | [ * 5 ]  |
| 2003年（平成15年） | 5,608              | 2,847            | [ * 6 ]  |
| 2004年（平成16年） | 5,482              | 2,740            | [ * 7 ]  |
| 2005年（平成17年） | 5,454              | 2,722            | [ * 8 ]  |
| 2006年（平成18年） | 5,375              | 2,661            | [ * 9 ]  |
| 2007年（平成19年） | 5,372              | 2,648            | [ * 10 ] |
| 2008年（平成20年） | 5,478              | 2,702            | [ * 11 ] |
| 2009年（平成21年） | 5,467              | 2,689            | [ * 12 ] |
| 2010年（平成22年） | 5,363              | 2,643            | [ * 13 ] |
| 2011年（平成23年） | 5,081              | 2,501            | [ * 14 ] |
| 2012年（平成24年） | 4,896              | 2,419            | [ * 15 ] |
| 2013年（平成25年） | 4,720              | 2,341            | [ * 16 ] |
| 2014年（平成26年） | 4,635              | 2,294            | [ * 17 ] |
| 2015年（平成27年） | 4,741              | 2,343            | [ * 18 ] |
| 2016年（平成28年） | 4,560              |                  |          |

## 車站周邊
車站位於國道1號與國道15號之間，車流量大，行人較少。車站周邊沒有顯眼的商業設施，僅有混合大樓與宮前商店街。從本站步行9分鐘可至橫濱站。
- 青木橋
- 本覺寺（日语：本覚寺 (横浜市)）
- 神奈川公園
- 洲崎神社
- 國道1號
- 國道15號
- 神奈川宮前郵局
- 橫濱市中央批發市場
  - 橫濱中央市場內郵局
- Portside地區（日语：ポートサイド地区）
  - 橫濱Portside內郵局
- 臨海講座（日语：臨海）橫濱本校
- 駿台預備學校（日语：駿台予備学校）橫濱港未來校
- 東京IT會計法律專門學校（日语：東京IT会計法律専門学校）橫濱校
- 學校法人大原學園（日语：学校法人大原学園）橫濱校
- 橫濱醫療專門學校（日语：横浜医療専門学校）
- 坂田種子（日语：サカタのタネ）花園中心橫濱
- 宮前商店街

### 巴士路線
附近有橫濱市營巴士的青木橋巴士站（國道1號線上，步行3分）。
- 北向
  - 鶴見營業所（日语：横浜市営バス鶴見営業所） - 鶴見站前、川崎站西口方向
  - 淺間町營業所（日语：横浜市営バス浅間町営業所） - 綱島站前、神大寺（日语：神大寺）入口八反橋、菅田町方向
  - 港北營業所（日语：横浜市営バス港北営業所） - 鶴見站西口方向
  - 綠營業所（日语：横浜市営バス緑営業所） - 菅田町、中山站方向
  - 保土谷營業所（日语：横浜市営バス保土ヶ谷営業所） - 大口站方向
- 南向
  - 橫濱站方向各系統（7、29系統停靠東口，其他停靠西口）

## 相鄰車站
京濱急行電鐵
 本線
□早晨翼號、□京急翼號、■快特、■快特（金澤文庫站以南為特急）、■特急、■機場急行
通過
■普通
京急東神奈川（KK35）－神奈川（KK36）－橫濱（KK37）

## 外部連結
- 神奈川站（各站資訊） - 京濱急行電鐵